# Milionia clarissima
Milionia clarissima är en fjärilsart som beskrevs av Walker 1864. Milionia clarissima ingår i släktet Milionia och familjen mätare. Inga underarter finns listade i Catalogue of Life.